# Andy Rogers
Pour les articles homonymes, voir Rogers.
Andy Rogers (né le 18 août 1984 à Calgary, dans la province de l'Alberta au Canada) est un joueur professionnel canadien de hockey sur glace.

## Carrière de joueur
Premier choix du Lightning de Tampa Bay lors du repêchage de 2004. Il commença sa carrière professionnelle à la suite de quatre saisons juniors dans l'Ouest canadien. Il se joignit alors au club-école du Lightning dans la Ligue américaine de hockey au début de la saison 2006-2007.
Il continua à jouer dans l'organisation du Lightning jusqu'au jour où il fut échangé aux Maple Leafs de Toronto.

## Statistiques de carrière
| Saison    | Équipe                    | Ligue |    | Saison régulière | Saison régulière | Saison régulière | Saison régulière | Saison régulière |   | Séries éliminatoires | Séries éliminatoires | Séries éliminatoires | Séries éliminatoires | Séries éliminatoires |
| Saison    | Équipe                    | Ligue | PJ | B                | A                | Pts              | Pun              | PJ               | B | A                    | Pts                  | Pun                  |                      |                      |
| 2002-2003 | Hitmen de Calgary         | LHOu  | 25 | 0                | 3                | 3                | 17               | -                | - | -                    | -                    | -                    |                      |                      |
| 2003-2004 | Hitmen de Calgary         | LHOu  | 64 | 1                | 3                | 4                | 89               | 7                | 0 | 0                    | 0                    | 11                   |                      |                      |
| 2004-2005 | Hitmen de Calgary         | LHOu  | 18 | 1                | 4                | 5                | 36               | -                | - | -                    | -                    | -                    |                      |                      |
| 2004-2005 | Cougars de Prince George  | LHOu  | 30 | 1                | 5                | 6                | 49               | -                | - | -                    | -                    | -                    |                      |                      |
| 2005-2006 | Cougars de Prince George  | LHOu  | 21 | 0                | 3                | 3                | 51               | -                | - | -                    | -                    | -                    |                      |                      |
| 2006-2007 | Falcons de Springfield    | LAH   | 48 | 0                | 7                | 7                | 39               | -                | - | -                    | -                    | -                    |                      |                      |
| 2007-2008 | Sea Wolves du Mississippi | ECHL  | 4  | 1                | 0                | 1                | 10               | -                | - | -                    | -                    | -                    |                      |                      |
| 2007-2008 | Admirals de Norfolk       | LAH   | 30 | 0                | 1                | 1                | 35               | -                | - | -                    | -                    | -                    |                      |                      |
| 2008-2009 | Admirals de Norfolk       | LAH   | 34 | 0                | 2                | 2                | 38               | -                | - | -                    | -                    | -                    |                      |                      |
| 2008-2009 | Marlies de Toronto        | LAH   | 1  | 0                | 0                | 0                | 0                | 2                | 0 | 0                    | 0                    | 2                    |                      |                      |
| 2009-2010 | Salmon Kings de Victoria  | ECHL  | 11 | 0                | 1                | 1                | 8                | -                | - | -                    | -                    | -                    |                      |                      |
| 2009-2010 | Marlies de Toronto        | LAH   | 6  | 0                | 0                | 0                | 29               | -                | - | -                    | -                    | -                    |                      |                      |

## Transactions en carrière
- 4 mars 2009 : échangé aux Maple Leafs de Toronto par le Lightning de Tampa Bay avec Jamie Heward, Olaf Kölzig et un choix de 4e ronde (acquis précédemment, plus tard annulé par la LNH) lors du repêchage d'entrée dans la LNH en 2009 en retour de Richard Petiot.